# Fraser Stoddart
James Fraser Stoddart, född 24 maj 1942 i Edinburgh, Skottland, död 30 december 2024 i Australien, var en brittisk kemist som arbetade vid institutionen för kemi vid Northwestern University i USA. Han arbetade inom området supramolekylär kemi och nanoteknik. Stoddart utvecklade högeffektiva synteser av mekaniskt sammankopplade molekylära arkitekturer såsom molekylära borromeiska ringar, catenaner och rotaxaner som utnyttjar molekylär igenkänning och molekylär självorganisering. Han visade att dessa topologier kan användas som molekylbrytare och som motormolekyler.  Hans grupp tillämpade till och med dessa strukturer vid tillverkning av nanoelektroniska anordningar och nems. Han delade 2016 års nobelpris i kemi, med Ben Feringa och Jean-Pierre Sauvage, "för design och syntes av molekylära maskiner".